# Montesquieu (Lot-et-Garonne)
Montesquieu is een gemeente in het Franse departement Lot-et-Garonne (regio Nouvelle-Aquitaine) en telt 714 inwoners (1999). De plaats maakt deel uit van het arrondissement Nérac.

## Geografie
De oppervlakte van Montesquieu bedraagt 25,3 km², de bevolkingsdichtheid is 28,2 inwoners per km².
De onderstaande kaart toont de ligging van Montesquieu (Lot-et-Garonne) met de belangrijkste infrastructuur en aangrenzende gemeenten.

## Demografie
Onderstaande figuur toont het verloop van het inwonertal (bron: INSEE-tellingen).